# 조준현 (2004년)
조준현(趙潤鎬, 2004년 2월 4일 ~ )은 대한민국의 축구 선수로, 포지션은 중앙 미드필더, 공격형 미드필더이다. 현재 K리그1 수원 FC 소속이다.